# (9426) Aliante
(9426) Aliante ist ein Asteroid des Hauptgürtels, der am 14. Februar 1996 von den italienischen Astronomen Ulisse Munari und Maura Tombelli am Osservatorio Astrofisico di Asiago Cima Ekar (IAU-Code 098) auf der Hochebene von Asiago, 90 km nordwestlich von Padua, entdeckt wurde. Erste Sichtungen des Asteroiden hatte es bereits am 4. November 1989 am Palomar-Observatorium (IAU-Code 675) gegeben.
Der Asteroid ist Mitglied der Koronis-Familie, einer Gruppe von Asteroiden, die nach (158) Koronis benannt ist.
(9426) Aliante wurde am 2. Februar 1999 nach der italienischen Bezeichnung für ein Segelflugzeug benannt.